# هارون دونيلي
هارون دونيلي (بالإنجليزية: Aaron Donnelly)‏ هو لاعب كرة قدم بريطاني، ولد في 8 يونيو 2003.